# James Moir Ferres
James Moir Ferres (1813-21 de abril de 1870) fue un periodista y figura política del Alto Canadá.

## Biografía
Ferres nació en Aberdeen, Escocia en 1813 y cursó su estudios en el Marischal College de la Universidad de Aberdeen. Ferres llegó a Montreal en 1833 e impartió clases en la escuela fundada por su compatriota Edward Black. Posteriormente trabajó como director de una academia en Frelighsburg en los Cantons-de-l'Est. En 1835, cofundó el periódico semanal Missiskoui Standard. En 1836 regresó a Montreal donde trabajo para el Montreal Herald, convirtiéndose en editor en 1839. Como partidario conservador, Ferres recibió una serie de nombramientos políticos. Se desempeñó como secretario del Montreal Turnpike Trust de 1840 a 1842, y de 1844 a 1848, fue inspector de ingresos en Montreal. En 1848, Ferres se convirtió en principal propietario del Montreal Gazette, donde permaneció como editor hasta que el periódico fue vendido en 1854. El 25 de abril de 1849 publicó una edición especial en la que llamó a los residentes "anglosajones" a las armas después de la aprobación real de una ley de compensación para el Bajo Canadá. Este fue uno de los principales acontecimientos que condujeron a la quema de los edificios del Parlamento, por lo que Ferres fue arrestado posteriormente.
Fue nombrado miembro de la Junta de Inspectores de Asilos y Prisiones en 1861 y se convirtió en su presidente en 1868. En 1869, Ferres fue nombrado director de la Penitenciaría de Kingston.
Falleció en Kingston en 1870 y fue enterrado en Lachine, Quebec.